# Cyclorama (Styx)
Cyclorama is een studioalbum van Styx. Hierop maakte Glen Burtnik deel uit van de bezetting. Hij werd eerder door Dennis DeYoung aangesteld als vervanger van Tommy Shaw. Voor dit album werd echter DeYoung op een zijspoor gezet en mocht Burtnik optreden als vervanger voor hem, ditmaal van de originele bassist, Chuck Panozzo. De verhalen deden al tijden de ronde dat Shaw en Young een steviger klinkend Styx wilden hebben, DeYoung zou dat hebben tegengehouden, gesteund door zijn succes als schrijver van pakkende songs. Song nummer 1 introduceert direct een steviger geluid.
Het album is opgenomen in diverse geluidsstudios verspreid over de Verenigde Staten. De hoes is van Storm Thorgerson en vertoont gelijkenissen met de hoes van Alan Parsons' album On air.

## Musici
- Glen Burtnik – basgitaar, zang
- Lawrence Gowan – toetsinstrumenten, zang
- Tommy Shaw – gitaar, zang
- Todd Sucherman – slagwerk, percussie
- James Young - gitaar, zang

met
- Chuck Panozzo – basgitaar op "Bourgeois pig", zang op "Kiss your ass goodbye"
- Jude Cole
- Gary Loizzo of American Breed
- Tenacious D (Jack Black and Kyle Gass)
- Billy Bob Thornton
- John Waite
- Brian Wilson

## Muziek
Een aantal tracks (waaronder Bourgeois pig, Kiss your ass goodbye)  zou gaan over de breuk tussen DeYoung en de rest van de band, het toenmalige Styx liet daar niets over los.

| Nr. | Titel                                               | Duur |
| --- | --------------------------------------------------- | ---- |
| 1.  | Do things my way (Styx)                             | 4:57 |
| 2.  | Waiting for our time (Styx)                         | 4:13 |
| 3.  | Fields of the brave (Styx)                          | 3:24 |
| 4.  | Bourgeois pig (Styx)                                | 0:49 |
| 5.  | Kiss your ass goodbye (Styx)                        | 3:14 |
| 6.  | These are the times (Styx)                          | 6:45 |
| 7.  | Yes I can (Styx, Jack Blades)                       | 3:51 |
| 8.  | More love for the money (Styx)                      | 3:48 |
| 9.  | Together (Styx)                                     | 4:47 |
| 10. | Fooling yourself (Palm of your hands) (Styx)        | 0:39 |
| 11. | Captain America (Styx)                              | 3:54 |
| 12. | Killing the things that you love (Styx, Bob Burger) | 5:36 |
| 13. | One with everything (Styx)                          | 5:57 |
| 14. | Genki Desu Ka (Styx)                                | 6:13 |